# Bandera de Maryland
La bandera de Maryland ve de la bandera heràldica de George Calvert, primer baró de Baltimore i pare del fundador de la colònia de Maryland, Cecil Calvert. És l'única bandera d'un estat nord-americà que es basa en l'heràldica Anglesa (la bandera del Districte de Colúmbia és basada en les armes de la família Washington, però no és estat). Fou oficialment adoptada per l'estat en 1904.

## Disseny
La bandera és dividit a quarts, combinant els escuts de les famílies de Calvert i Crossland. El disseny de negre i or ve de la família Calvert. Se li va concedir a George Calvert com a recompensa pel seu assalt a una fortificació en una batalla; se sembla a les barres d'una palissada. El disseny de vermell i blanc ve de la família Crossland, la família de la mare de George Calvert. Compta amb una creu dita bottony. Ja que la seva mare era una hereva, George Calvert tenia el dret a utilitzar els dos escuts.

## Història

"Bandera de Crossland"
Ensenya utilitzada pels pro-confederats de Maryland durant la Guerra de Secessió

Inicialment, només l'escut de negre i or dels Calvert era utilitzada com a símbol de Maryland, però el vermell i blanc dels Crossland va guanyar popularitat en la Guerra de Secessió. Vermell i blanc eren els "colors de secessió" i el gran nombre de Marylanders que donaven suport al Sud no volien utilitzar els colors d'un estat que s'havia mantingut dins els Estats Units. Per tant, van adoptar la Bandera de Crossland.
Després de la guerra, ciutadans de Maryland buscaven la reconciliació. Per tant, va començar a aparèixer l'actual bandera, inicialment amb les armes dels Crossland a la cantonada superior esquerra. Més tard, hi van posar les armes dels Calvert, a conseqüència de la victoria de la Unió.
La bandera fou hissada per primer cop l'11 d'octubre, 1880, pel 150è aniversari de la fundació de la ciutat de Baltimore.

## Impacte cultural
Les armes dels Calvert i Crossland són molt conegudes i utilitzades a tot l'estat:
- Diversos comtats de Maryland empren els seus colors en les seves banderes i escuts, com ara Comtat de Baltimore, Comtat de Calvert, Comtat de Howard, i la ciutat de Baltimore.
- Els colors de la bandera són els colors de la Universitat de Maryland, College Park
- Els Ravens i Orioles, equips de futbol americà i beisbol, respectivament, a Baltimore, els empren en els seus logotips